# Ga Sinam
Ga Sinam là ga đường sắt nằm trên Tuyến Gyeongbu ở Hàn Quốc.